# Erich Baron

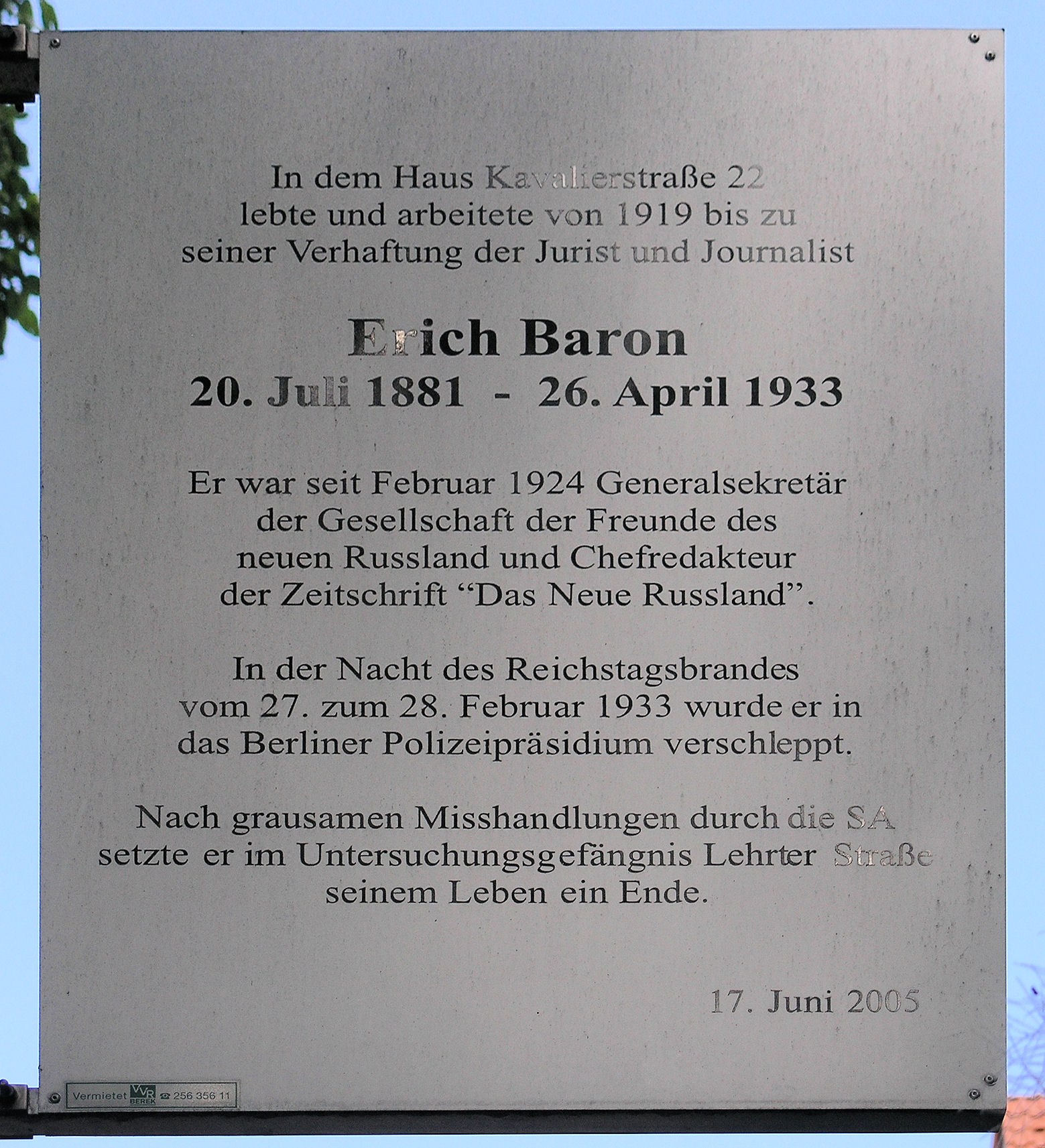
Gedenktafel am Haus Kavalierstraße 22, in Berlin-Pankow

Erich Baron (* 20. Juli 1881 in Berlin; † 26. April 1933 ebenda) war ein deutscher Jurist, Journalist, Politiker und Widerstandskämpfer gegen den Nationalsozialismus.

## Leben
Erich Baron studierte zwischen 1900 und 1904 Rechtswissenschaften an der Friedrich-Wilhelms-Universität Berlin. Seit 1907 war er bei der Brandenburger Zeitung in Brandenburg an der Havel deren verantwortlicher Redakteur. Zwischen 1910 und Februar 1919 war er Mitglied der Brandenburger Stadtverordnetenversammlung. Nach seinem Militärdienst von 1916 bis 1918 wurde Baron, der inzwischen Mitglied der USPD geworden war, am 10. November 1918 der Vorsitzende des Zentralen Arbeiter- und Soldatenrats in Brandenburg an der Havel. Im Jahr 1920 ging Baron zur Kommunistischen Partei Deutschlands (KPD) über, in deren Pressebüro er seit dem Frühjahr 1921 Inlandsredakteur war.
Am 1. Februar 1924 wurde er Generalsekretär der Gesellschaft der Freunde des neuen Rußland, eines Kreises Intellektueller bürgerlicher Herkunft, in der er die stalinistische Politik vertrat. Er war der Herausgeber und Chefredakteur der Zeitschrift Das neue Rußland, die ihr Büro in der Kavalierstraße 22 in Berlin-Pankow hatte. Baron, jüdischer Herkunft, lebte in diesem Haus gemeinsam mit seiner Familie von 1919 bis zu seiner Verschleppung durch die SA in der Nacht des Reichstagsbrands im Februar 1933. Baron starb nach schwerer Folter, vermutlich durch Selbstmord, am 26. April 1933; man fand ihn erhängt in seiner Zelle im Gefängnis in der Lehrter Straße (Berlin).

## Würdigungen
- Die Deutsche Post der DDR gab 1981 zu seinen Ehren eine Sondermarke in der Serie Persönlichkeiten der deutschen Arbeiterbewegung heraus.
- In der Kavalierstraße 22 in Berlin-Pankow findet sich eine 2005 eingeweihte Gedenktafel. Eine 1981 an gleicher Stelle eingeweihte und von Heinz Worner gestaltete Gedenktafel war 1991/1992 von Unbekannten gestohlen worden.[1]
- In der Gedenkstätte der Sozialisten auf dem Zentralfriedhof Friedrichsfelde ist sein Name auf einem Porphyr-Gedenkstein genannt.
- Der Erich-Baron-Weg in Berlin-Mahlsdorf wurde am 24. Mai 1951 nach dem Widerstandskämpfer benannt.[5] In Brandenburg an der Havel gibt es im Ortsteil Kirchmöser-Dorf eine Erich-Baron-Straße.
- Der Polytechnischen Oberschule (POS) „Erich Baron“ in Berlin-Pankow (heute Elizabeth-Shaw-Grundschule, Grunowstraße) wurde 1991 der Name entzogen. Die POS „Erich Baron“ in Brandenburg-Kirchmöser Ost existiert nicht mehr.
- In der Gravensteinstraße in Berlin-Pankow wurde die Feuerwache Berlin Bucholz 1988 nach seinem Namen benannt
- 1981 fand im Zentralen Haus der Deutsch-Sowjetischen Freundschaft in Berlin eine Ausstellung zum Leben Barons statt[6]